# Nanine Linning
Nanine Linning (Amsterdam, 1977) is een Nederlandse choreograaf. Ze studeerde aan de Rotterdamse Dansacademie en debuteerde in 1998. Van 2001 tot en met 2006 was zij huischoreograaf bij het Scapino Ballet. Daarna richtte zij haar eigen gezelschap op onder de naam Dance Company Nanine Linning.
In 2009 begon Linning bij het theater van Osnabrück waarna ze in 2013 naar Heidelberg vertrok.

## Artistiek directeur
Linning is de artistiek directeur van het Scapino Ballet Rotterdam. Zij startte in augustus 2024 naast Ed Wubbe, die van 1993 tot eind december 2024 de leiding had . Nanine Linning is de vijfde artistiek leider van het gezelschap. 

### Prijzen
- 2004 Philip Morris Kunstprijs in de categorie dans
- 2005 Zwaan voor beste dansproductie
- 2013 Outstanding contribution to dance door Die Deutsche Bühne
- 2014 Outstanding contribution to dance door Die Deutsche Bühne (nogmaals)
- 2015 Swiss Dance Award 2015 voor Requim
- 2017 Choreographer of the year, Magazine Tanz

- Gemeinsame Normdatei: 1117926966
- Virtual International Authority File: 6532147872015075170004
- WorldCat: E39PBJbM6HWRVGQwtCjpcx3WjC